# یوشینوبو یاماموتو
یوشینوبو یاماموتو (انگلیسی: Yoshinobu Yamamoto؛ زادهٔ ۱۷ اوت ۱۹۹۸) بازیکن بیسبال اهل ژاپن است.